# Brownstown (comté de Lancaster, Pennsylvanie)
Pour les articles homonymes, voir Brownstown.
Brownstown est une census-designated place située dans le comté de Lancaster, dans l’État de Pennsylvanie, aux États-Unis. Lors du recensement de 2020, elle compte 3 081 habitants.